# كرغان القديم (مهر أنرود)
کرغان القدیم (بالفارسية: کرگان قدیم) هي قرية تقع في إيران في قسم مهرانرود الجنوبي الريفي. يقدر عدد سكانها بـ 2742 نسمة بحسب إحصاء 2016.